# Pont del Tec (Montmajor)
El pont del Tec és un pont de l'edat medieval construït a les gorges del riu Tec, a l'enclavament de Catllarí del municipi de Montmajor, al Berguedà. Està inventariat al mapa de patrimoni de Catalunya fet per la Generalitat de Catalunya com a element arquitectònic amb el número IPA-36782. Tot i això, el pont del Tec no està inventariat al mapa de patrimoni fet el 2003 per la Diputació de Barcelona.

## Situació geogràfica
El pont del Tec està situat a l'est de l'enclavament de Catllarí, a les gorges del riu Tec, a prop de Sant Martí de les Canals de Catllarí i de la casa de Canals de Catllarí, que estan inventariades al mapa de patrimoni de la Diputació de Barcelona.

## Descripció
El pont té una longitud màxima de 7 metres i unes característiques molt rudimentàries. L'arc del pont és d'aspecte apuntat però forma un angle de costats rectilinis. Té una alçada sobre el llit del riu d'uns 7m. El seu parament està fet amb carreus desballestats, ajustats amb falques i alineats amb filades superposades. L'arc està fet amb carreus disposats a plec de llibre, sota el que hi ha emremptes dels taulons que es van utilitzar en l'encofrat.
En el moment de fer la fitxa de patrimoni de la Generalitat, a finals del segle XX el pont estava a punt d'ensorrar-se completament i aquest element no té fitxa de patrimoni al mapa de patrimoni de la Diputació de Barcelona.